# Five Nights at Freddy's in Real Time
Five Nights at Freddy's in Real Time je hororová hra pro jednoho hráče. Byla vydána 5. ledna 2024 jako interaktivní demo, veřejně dostupné demo bylo vydané 15. července 2024 pro platformu Game Jolt, ale datum oficiálního vydání je neznámé. Hra je spin-offovým titulem v herní sérii Five Nights at Freddy's. Vývojářem je Real Time Studios.

## Popis hry
Hra je remakem původní hry Five Nights at Freddy's z roku 2014. Hlavní změny jsou cíleny na pohyby animatroniků. Ve hře byly přetvořeny tak, aby bylo vidět, jak animatronici pochodují po pizzerii a hra tak působila více realisticky. V původní hře byl tento problém řešen tak, že pokud se měl animatronik pohnout, kamery přerušily přehrávání obrazu a poté se animatronik objevil na jiné kameře. V této hře, jak už bylo zmíněno, se animatronik přemístí chůzí.
Ve hře je možnost šestihodinového módu, jehož noc trvá opravdových šest hodin i v reálném životě. Přežití hlavních pěti nocí trvá bez smrti 30 hodin, což je jeden celý den a šest hodin k tomu.
Studio dále pracuje na projektu, jenž bude používat animatroniky z filmu Pět nocí u Freddyho.